# Bent County
Bent County är ett administrativt område i delstaten Colorado, USA, med 6 499 invånare. Den administrativa huvudorten (county seat) är Las Animas.

## Geografi
Enligt United States Census Bureau har countyt en total area på 3 991 km². 3 921 km² av den arean är land och 70 km² är vatten.

### Angränsande countyn
- Kiowa County - nord
- Prowers County - öst
- Baca County - sydöst
- Las Animas County - sydväst
- Otero County - väst